# Tom McCarthy (filmskapare)
Thomas Joseph "Tom" McCarthy, född 7 juni 1966 i New Jersey, är en amerikansk skådespelare, manusförfattare och regissör. 
Som skådespelare har McCarthy medverkat i flera filmer, till exempel Släkten är värst, Good Night, and Good Luck. och Flags of Our Fathers och i flera serier som till exempel Boston Public och I lagens namn.
McCarthy har skrivit manus och regisserat independentfilmerna Station Agent (2003) och The Visitor (2007) och Win Win (2011). För regidebuten Station Agent vann han två priser vid 2003 års Sundance Film Festival. Filmen vann även BAFTA:s pris för bästa filmmanus. Vid Oscarsgalan 2016 tilldelades McCarthy en Oscar för bästa originalmanus tillsammans med Josh Singer för filmen Spotlight. Filmen utsågs även till Bästa film och han var även nominerad i kategorin Bästa regi.

## Filmografi i urval
- 2000–2001 – Boston Public (TV-serie) (skådespelare)
- 2000 – Släkten är värst (skådespelare)
- 2003 – Station Agent (regi och manus)
- 2006 – Flags of Our Fathers (skådespelare)
- 2007 – The Visitor (regi och manus)
- 2008 – The Wire (TV-serie) (skådespelare)
- 2009 – Mammut (skådespelare)
- 2009 – 2012 (skådespelare)
- 2009 – Duplicity (skådespelare)
- 2009 – Upp (endast manus)
- 2010 – Little Fockers (skådespelare)
- 2011 – Win Win (regi och manus)
- 2014 – Million Dollar Arm (endast manus)
- 2014 – The Cobbler (regi och manus)
- 2015 – Spotlight (regi och manus)
- 2017 – Tretton skäl varför (TV-serie) (regi, två avsnitt)